# Kabinett Hohenlohe-Schillingsfürst

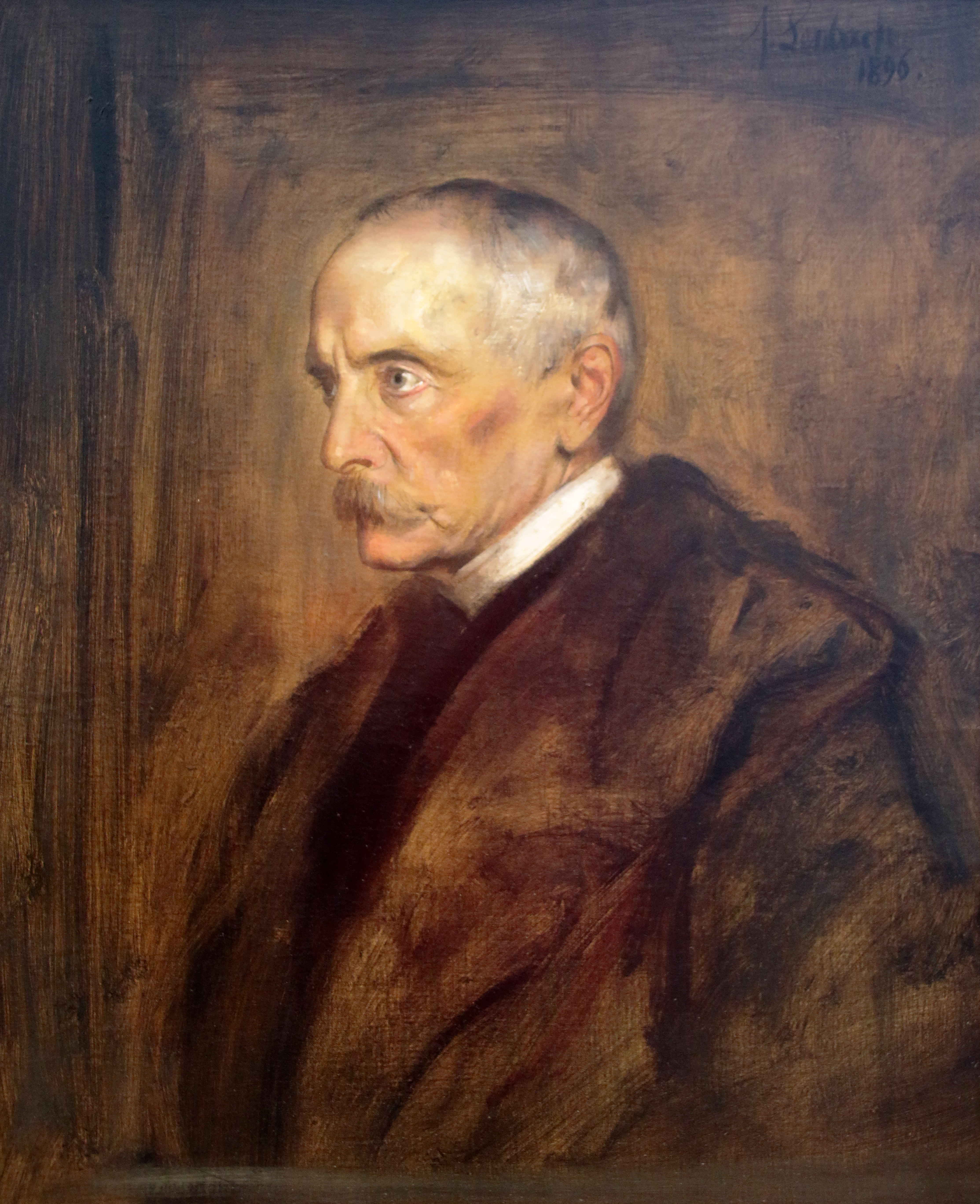
Chlodwig zu Hohenlohe-Schillingsfürst als Reichskanzler

Das Kabinett Hohenlohe-Schillingsfürst war die vom 29. Oktober 1894 bis 17. Oktober 1900 unter Kaiser Wilhelm II. amtierende Reichsregierung des Deutschen Reiches.

## Reichstagsmehrheiten
Wie schon bei seinem Vorgänger Leo von Caprivi unterstützten die Kartellparteien Nationalliberale Partei, Deutschkonservative Partei und Freikonservative Partei offen die Politik des Reichskanzlers. Allerdings fehlte diesen nach der Reichstagswahl 1893 eine Mehrheit. Deshalb war die Regierung während ihrer gesamten Regierungszeit von der Zentrumspartei abhängig. Diese Zusammenarbeit war relativ stabil, denn sie unterstützen Hohenlohe-Schillingsfürsts Innen,- Außen-, Kolonial- und Flottenpolitik. Auch die gemäßigten Liberalen der FVg unterstützten den Kurs der Regierung des Kanzlers.

## Zusammensetzung
| Kabinett Hohenlohe-Schillingsfürst 29. Oktober 1894 bis 17. Oktober 1900 | Kabinett Hohenlohe-Schillingsfürst 29. Oktober 1894 bis 17. Oktober 1900 | Kabinett Hohenlohe-Schillingsfürst 29. Oktober 1894 bis 17. Oktober 1900 |
| ------------------------------------------------------------------------ | ------------------------------------------------------------------------ | ------------------------------------------------------------------------ |
| Reichskanzler                                                            |                                                                          | Chlodwig Fürst zu Hohenlohe-Schillingsfürst                              |
| Vizekanzler                                                              |                                                                          | Karl Heinrich von Boetticher bis 1. Juli 1897                            |
| Vizekanzler                                                              | Arthur Graf von Posadowsky-Wehner                                        |                                                                          |
| Auswärtiges Amt                                                          |                                                                          | Adolf Marschall Freiherr von Bieberstein bis 20. Oktober 1897            |
| Auswärtiges Amt                                                          | Bernhard Fürst von Bülow                                                 |                                                                          |
| Inneres                                                                  |                                                                          | Karl Heinrich von Boetticher bis 1. Juli 1897                            |
| Inneres                                                                  | Arthur Graf von Posadowsky-Wehner                                        |                                                                          |
| Justiz                                                                   |                                                                          | Rudolf Arnold Nieberding                                                 |
| Marine                                                                   |                                                                          | Friedrich von Hollmann bis 18. Juni 1897                                 |
| Marine                                                                   | Alfred von Tirpitz                                                       |                                                                          |
| Post                                                                     |                                                                          | Heinrich von Stephan bis 1. Juli 1897                                    |
| Post                                                                     | Victor von Podbielski                                                    |                                                                          |
| Schatz                                                                   |                                                                          | Arthur Graf von Posadowsky-Wehner bis 1. Juli 1897                       |
| Schatz                                                                   | Max Franz Guido Freiherr von Thielmann                                   |                                                                          |

## Quelle
- Regenten und Regierungen der Welt, Band 2,3. Neueste Zeit: 1492–1917, bearb. von B. Spuler; 2. Aufl., Würzburg, Ploetz, 1962.